# Archyala pentazyga
Archyala pentazyga är en fjärilsart som beskrevs av Edward Meyrick 1915. Archyala pentazyga ingår i släktet Archyala och familjen äkta malar. Inga underarter finns listade i Catalogue of Life.